# Christian von Schleswig-Holstein-Sonderburg-Augustenburg

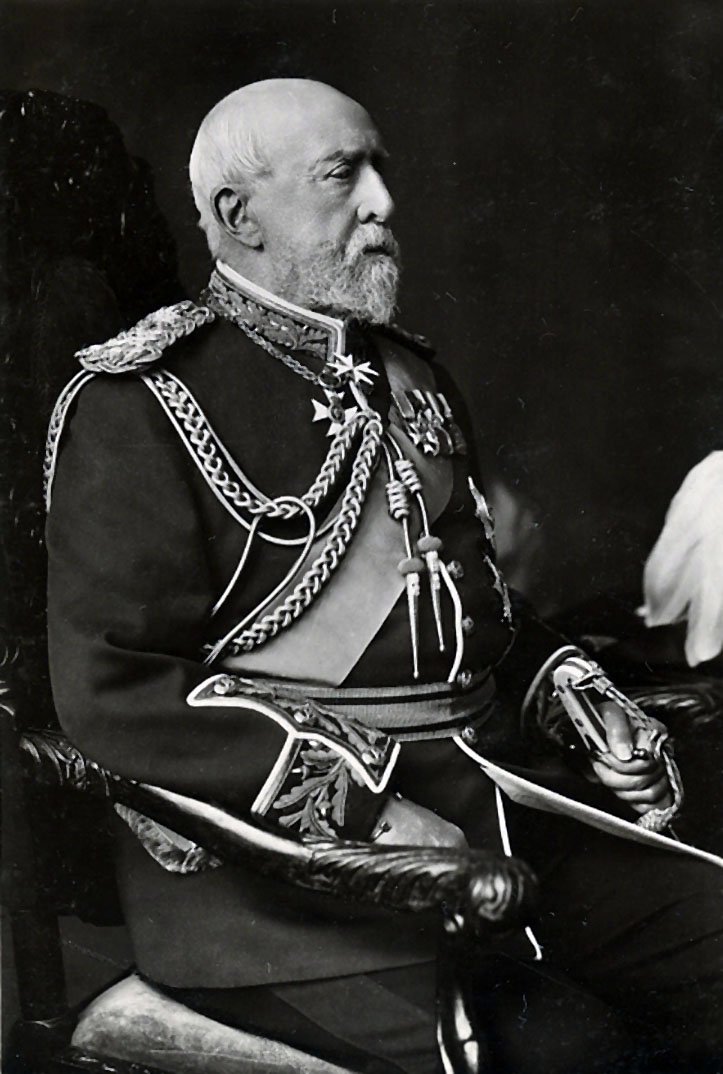
Christian von Schleswig-Holstein, um 1880

Prinz Friedrich Christian Karl August von Schleswig-Holstein-Sonderburg-Augustenburg (* 22. Januar 1831 auf Schloss Augustenburg; † 28. Oktober 1917 in Schomberg House, London) war ein deutsch-dänischer Prinz aus dem Hause Oldenburg und durch Heirat Mitglied des britischen Königshauses (His Royal Highness Prince Christian of Schleswig-Holstein-Sonderburg-Augustenburg).

## Leben

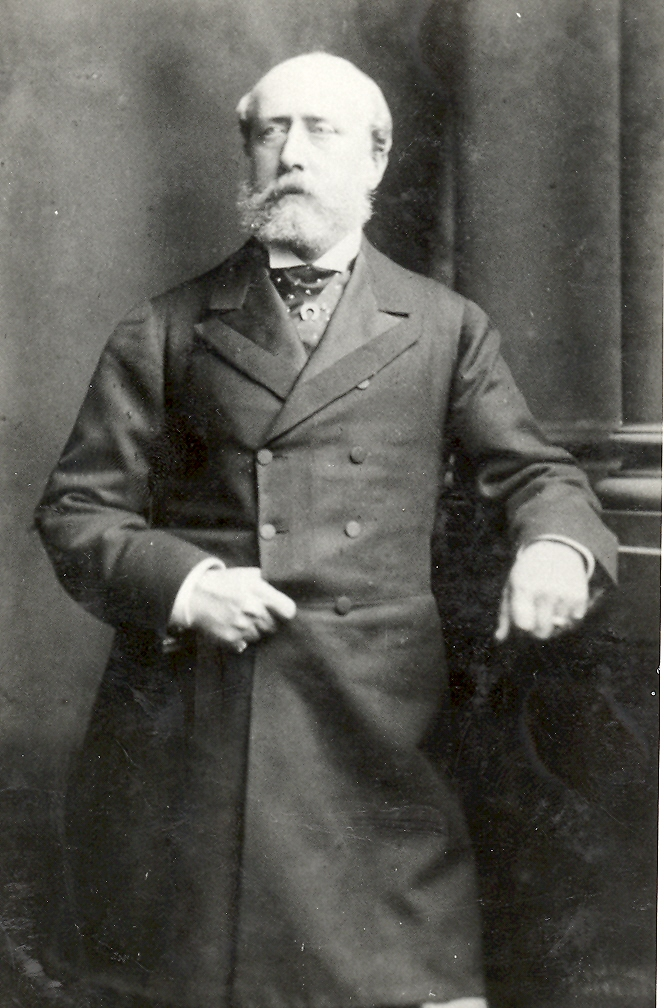
Christian von Schleswig-Holstein

Christian war der dritte Sohn von Herzog Christian August von Schleswig-Holstein-Sonderburg-Augustenburg (1798–1869) und dessen Frau (sowie Cousine zweiten Grades), Gräfin Louise-Sophie Danneskjold-Samsøe (1797–1867). sowie Enkel väterlicherseits von Herzog Friedrich Christian II. und Prinzessin Louise Auguste von Dänemark.
Er nahm am ersten Schleswig-Holsteinischen Krieg teil und studierte darauf an der Universität Bonn Staats- und Rechtswissenschaften. Hier lernte er den Kronprinzen und späteren Schwager, Friedrich von Preußen, kennen. Im September 1865 traf er auf einem Familienfest seine spätere Frau Helena „Lenchen“ von Großbritannien und Irland. Königin Victoria favorisierte ihn, einen engen Freund ihrer ältesten Tochter Victoria und des preußischen Kronprinzen, als Ehemann für ihre Tochter Lenchen. Christian war der jüngere Bruder Friedrichs VIII. von Schleswig-Holstein (1829–1880), des Anwärters auf die beiden Herzogtümer, der von den kleineren deutschen Staaten gestützt wurde. Am Ende des dänischen Krieges nahm Bismarck (1815–1898) aus Wut darüber, dass die beiden Brüder ihre Rechte nicht aufgegeben wollten, ihnen sowohl ihre militärischen Ämter als auch ihren Besitz. Im Vertrag von Gastein im August 1865 sorgte er dafür, dass Holstein von Österreich und Schleswig von Preußen verwaltet wurde. Die Ansprüche der Augustenburger wurden ignoriert. Bismarck empfand die Wahl von Prinz Christian als Ehemann für Königin Victorias dritte Tochter wie eine Ohrfeige und als Mahnung, dass die britische Königin erwarte, Preußen würde nicht die kleineren deutschen Staaten schlucken und ihre rechtmäßigen Herrscher verdrängen. Dass auch Kronprinz Friedrich und seine Frau Victoria für Prinz Christian als Helenas Mann stimmten und ihn „den besten Menschen der Welt“ nannten, erboste Bismarck sehr. Dass der Kronprinz zuvor einer der führenden Verfechter für den Frieden mit Österreich und für Gerechtigkeit in Sachen Schleswig-Holstein gewesen war und sich damit offen gegen die Bismarck’sche Politik stellte, erschwerte die Situation zusätzlich. Er hatte den Verdacht, das Paar würde sich ein Vergnügen daraus machen, ihn zu ärgern.

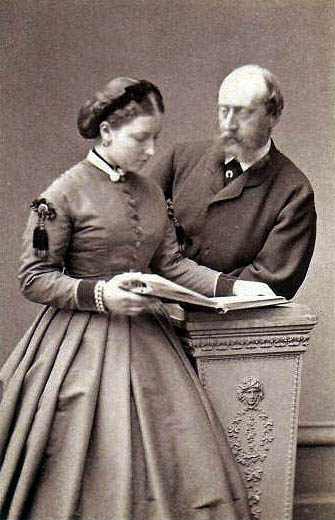
Prinz Christian und seine Verlobte Prinzessin Helene, um 1865

Als Prinz Christian und Prinzessin Helena planten, einen Teil ihrer Flitterwochen im Familienschloss der Augustenburger in Gravenstein zu verleben, wurde ihnen dies auf Bismarcks Rat hin vom preußischen König verboten. Königin Victoria empfand das Verhalten des preußischen Königs als grobe Beleidigung und forderte, dass der Kronprinz seinem Vater einen entrüsteten Brief von ihr zeige – das wiederum erweckte den Anschein, der Kronprinz würde unter der Knute seiner Schwiegermutter stehen.
Am 5. Juli 1866 heiratete Prinz Christian auf Schloss Windsor Prinzessin Helena „Lenchen“ von Großbritannien und Irland (1846–1923), dritte Tochter von Königin Victoria von Großbritannien und Irland und Prinzgemahl Albert von Sachsen-Coburg und Gotha. Aus der Ehe gingen sechs Kinder hervor:
- Christian Victor Albert Ludwig Ernst Anton (1867–1900), unverheiratet
- Albert John Charles Frederick Arthur George (1869–1931), unverheiratet und seit 1921 Titularherzog von Schleswig-Holstein
- Victoria Louise Sophia Augusta Amelia Helena „Helena Victoria“ (1870–1948), unverheiratet
- Franziska Josepha Louise Augusta Marie Christina Helena „Marie Louise“ (1872–1956) ⚭ 1891–1900 (Ehe annulliert) Prinz Aribert von Anhalt (1864–1933)
- Harald (*/† 1876)
- Unbenannter Sohn († 1877)

Als Georg V. im Juli 1917, als Großbritannien bereits seit 3 Jahren mit dem Deutschen Reich im Krieg stand, den Namen des britischen Königshauses von Haus Sachsen-Coburg und Gotha in Haus Windsor umänderte, wurden im Zuge dessen auch alle deutschen Titel von in Großbritannien lebenden Adeligen abgeschafft, weshalb Prinz Christian von Schleswig-Holstein-Sonderburg-Augustenburg zu Prinz Christian wurde, ohne territoriale Bestimmung. Seine Frau, eine geborene Prinzessin von Großbritannien und Irland, nahm ihren Geburtsnamen Prinzessin Helena wieder an, die Töchter nannten sich von nun an Prinzessin Helena Victoria und Prinzessin Marie Louise, ebenfalls ohne territoriale Bestimmung. Der einzige überlebende Sohn hatte schon im Ersten Weltkrieg auf der Seite Deutschlands gekämpft, behielt daher seinen Namen und wurde 1921 zum Herzog von Schleswig-Holstein.

## Titel
- 1831–1917: Seine Durchlaucht Prinz Christian von Schleswig-Holstein-Sonderburg-Augustenburg
- 1866–1917 (nur in Großbritannien): Seine königliche Hoheit Prinz Christian von Schleswig-Holstein-Sonderburg-Augustenburg
- 1917: Seine königliche Hoheit Prinz Christian

## Auszeichnungen
- Schwarzer Adlerorden mit Kette[2]
- Großkomturkreuz des Königlichen Hausordens von Hohenzollern[2]
- Großkreuz des Hausordens Albrechts des Bären[2]
- Hausorden der Treue[2]
- Orden Berthold des Ersten[2]
- Ritterorden vom Heiligen Hubertus[2]
- Großkreuz des Hessischen Ludwigsorden[2]
- Hausorden der Rautenkrone[2]
- Großkreuz des Herzoglich Sachsen-Ernestinischen Hausordens[2]
- Großkreuz des Leopoldsorden[2]
- Träger des Hosenbandordens[2]
- Order of Saint John[2]
- Großkreuz des Ordens vom Niederländischen Löwen[2]
- Großkreuz des Ordens vom Stern von Rumänien[2]
- Mitglied des geheimen Rates

## Sonstiges
- Es war nicht nur ein Scherz, als Prinzessin Helena ihre älteste Schwester, die preußische Kronprinzessin, bat, ihr als Hochzeitsgeschenk Bismarcks Kopf auf einem Schlachtross zu schicken. Er musste gehen – sonst würden in Deutschland in Bismarcks Bürgerkrieg Schwestern gegen Schwestern und Brüder gegen Brüder kämpfen.